# Hans von Borsody

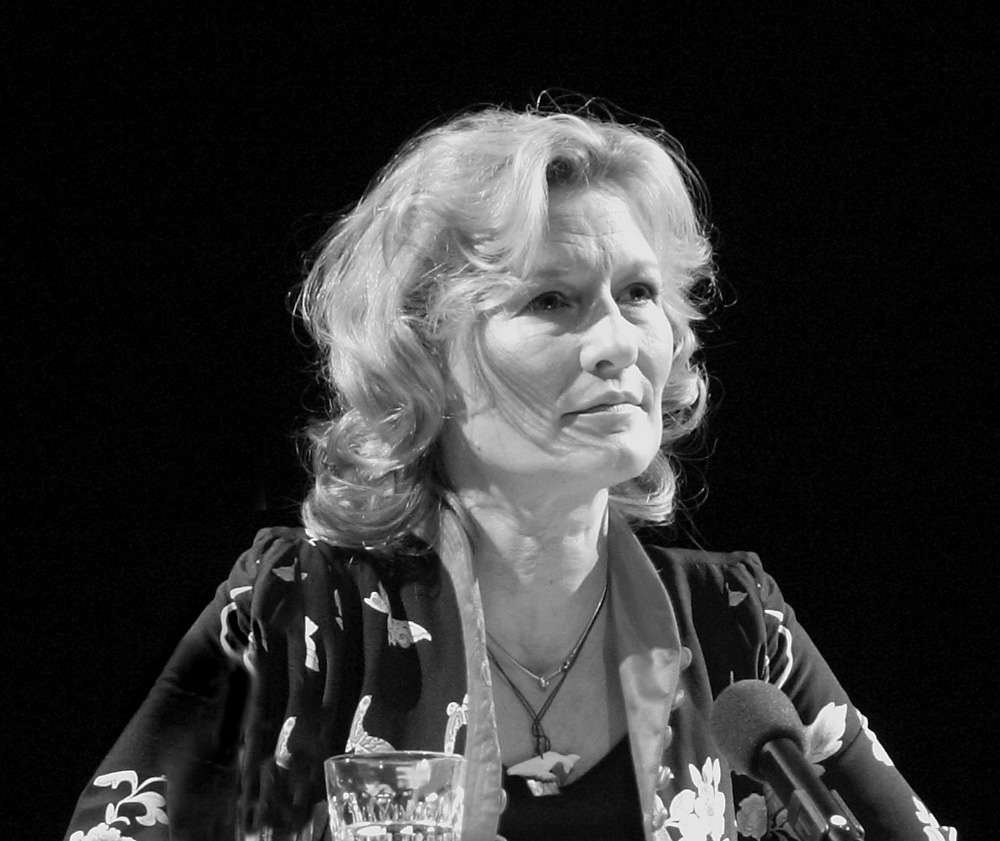
Su hija, Suzanne.

Hans Eduard Herbert von Borsody [ˈboʁʒodi] (Viena, 20 de septiembre de 1929 – Kiel, 4 de noviembre de 2013) fue un actor alemán de origen austriaco.

## Biografía
Hans von Borsody descendía de una familia de artistas. Su padre Eduard von Borsody fue realizador, su madre Maria fue violinista y su tío Julius von Borsody fue el primer arquitecto fílmico de Austria. Debido a la ocupación de su padre llegó con tres años a Berlín, donde él y su familia obtuvieron la nacionalidad alemana. Durante la Segunda Guerra Mundial regresaron de Berlín a Viena debido a los fuertes bombardeos que sufrió la capital.

## Filmografía
- 1955: Don Giovanni
- 1955: Zwei Herzen und ein Thron/Hofjagd in Ischl/Kaiserjagd im Salzkammergut
- 1955: Der Major und die Stiere
- 1956: Der Meineidbauer
- 1956: Der Schandfleck
- 1956: Liane, das Mädchen aus dem Urwald
- 1956: K. und k. Feldmarschall
- 1957: Jägerblut
- 1958: Polikuschka
- 1958: Wehe, wenn sie losgelassen
- 1958: Rivalen der Manege
- 1958: Die grünen Teufel von Monte Cassino
- 1958: Besuch aus heiterem Himmel
- 1958: Der Schäfer vom Trutzberg
- 1958: Nick Knattertons Abenteuer
- 1959: Mein Schatz, komm mit ans blaue Meer
- 1960: Schlager-Raketen
- 1960: Das Rätsel der grünen Spinne
- 1960: Der wahre Jakob
- 1960: 3 Kerle geh'n durch dick und dünn (Juanito)
- 1961: Unter der Flagge der Freibeuter (Il conquistatore di Maracaibo)
- 1961: …und du mein Schatz bleibst hier
- 1961: Im schwarzen Rößl
- 1961: Candidate for Murder (serie TV The Edgar Wallace Mystery Theatre)
- 1961: Barbara - Wild wie das Meer
- 1962: Eine Nacht in Venedig (película TV)
- 1962: Marschier und krepier (Marcia o crepa)
- 1962: Wilde Wasser
- 1963: Bergwind/Sturm am Wilden Kaiser
- 1963: Der Unsichtbare
- 1964: Lana – Königin der Amazonen
- 1964: Die goldene Göttin vom Rio Beni
- 1964: Neunzig Nächte und ein Tag (Sette contro la morte)
- 1965: Das war Buffalo Bill (Buffalo Bill, l'eroe del far west)
- 1966: Die Nibelungen
- 1966: Einer spielt falsch (Trunk to Cairo)
- 1966: Robin Hood, der edle Ritter
- 1967: Die Nibelungen, Teil 2: Kriemhilds Rache
- 1967: Hermann der Cherusker – Die Schlacht im Teutoburger Wald
- 1967: Agent 3S3 setzt alles auf eine Karte (Omicidio per appuntamento)
- 1967: La masacre en la Selva Negra
- 1966–68: Cliff Dexter
- 1968: Andrea – Wie ein Blatt auf nackter Haut
- 1968: Bombenwalzer
- 1969: Agáchate, que disparan
- 1969: Pudelnackt in Oberbayern
- 1970: Formel 1 – In der Hölle des Grand Prix (Formula 1 – Nell'Inferno del Grand Prix)
- 1973: Mordkommission
- 1973: Immobilien
- 1976: Die Affäre Lerouge
- 1977: A Bridge Too Far
- 1978: Blutspur (Bloodline)
- 1978: Götz von Berlichingen mit der eisernen Hand
- 1980: Merlin
- 1983: Kontakt bitte...
- 1984: Heiße Wickel – kalte Güsse
- 1984: Tiere und Menschen
- 1987: Die glückliche Familie
- 1989: Forsthaus Falkenau
- 1990: Constance et Vicky
- 1992: Siebenbirken (serie TV)
- 1993: Ein unvergeßliches Wochenende... in Venedig1
- 1994: Menschenschlepper
- 1995: Der Mond scheint auch für Untermieter (serie TV)
- 1996: Klinik unter Palmen (serie TV)
- 1996: Das Geheimnis der Krimmler Fälle
- 1997: Der Bulle von Tölz
- 1998: Pensando all'Africa
- 1999: Unter der Sonne Afrikas
- 2000: Unser Charly
- 2000: Zwischen Liebe und Leidenschaft
- 2000: Dir zu Liebe
- 2008: Der Besuch der alten Dame
- 2013: Der Meineidbauer (película TV)